# Christian Friedrich von Otto

Der Präsident des Geheimen Rats Christian Friedrich von Otto

Christian Friedrich Otto, ab 1814 von Otto, (* 26. Oktober 1758 in Dettingen; † 8. September 1836 in Stuttgart) war ein württembergischer Beamter und Politiker.

## Leben und Beruf
Die Familie Otto stammte aus der Reichsstadt Ulm. Markus Otto (1600–1674) ging von Ulm nach Straßburg und wurde dort Ratskonsulent. Sein Vetter Sebastian Otto (1607–1678) war ab 1644 Ratskonsulent seiner Vaterstadt Ulm. Er war der Ururgroßvater des Ministers Otto.
Otto wurde in Dettingen im Oberamt Kirchheim als Sohn des dortigen evangelischen Pfarrers Christian Friedrich Otto (1725–1780) und der Maria Euphrosine Barbara geb. Chateignier (1726–1804) geboren. Nach dem Besuch des Gymnasiums in Stuttgart studierte er Jura bei Carl Christoph Hofacker an der Universität Tübingen. Später wechselte er an die Universität Straßburg und beschäftigte sich am Obersten Gerichtshof in Colmar mit französischem Recht. Die in Colmar angefertigte Dissertation Brevis Parlamentorum Galliae notitia reichte er 1780 in Tübingen zur Erlangung der Doktorwürde ein und wurde zunächst württembergischer Kanzlei- und Hofgerichtsadvokat.
1786 erlangte er bei Herzog Carl Eugen die Stellung eines Geheimen Kabinettssekretärs. 1792 erfolgte die Ernennung zum Wirklichen Regierungsrat und Beisitzer des Revisionsgerichts. Weitere Stationen seiner Karriere bis zur Gründung des Königreichs Württemberg waren unter anderem die Ämter eines Kammerprokurators und Ersten Rats der Rentkammer, Präses des Oberbergsalinen- und Münzamts, der Umgelds- und Taxdeputation sowie Mitglied der Kommerziendeputation. Nach dem Jahre 1806 übernahm er das Direktorium des Polizeidepartements der württembergischen Oberregierung, des Oberlandesökonomiekollegiums und des Medizinaldepartements.
Während der Zeit der Koalitionskriege war er gleichzeitig Generalkommissär zur Einquartierung und Versorgung ausländischer Truppen. Dazu gehörte die finanzielle und materielle Bewältigung der militärisch notwendigen Logistik und des Lazarettwesens.  1811 wurde Otto Chef der Sektion der Kommunalverwaltung und Mitglied des neu errichteten württembergischen Staatsrats. 1815 kümmerte er sich um die finanzielle Entschädigung der in Frankreich stationierten Truppen der Württembergischen Armee und der Armee des Großherzogtums Hessen durch das französische Finanzministerium.

## Württembergische Regierungsämter
Vom 8. November 1816 bis zum 10. November 1817 leitete Otto das Department der Finanzen, was der Position eines Finanzministers entsprach. Vom 10. November 1817 bis zum 29. Juli 1821 war Otto Chef des württembergischen Departements des Innern und des Kirchen- und Schulwesens, was der Funktion eines Innen- und Kultusministers gleichkam. Vom 29. Juli 1821 bis zum 15. November 1831 bekleidete er das Amt des Präsidenten des Geheimen Rats. Dies entsprach bis 1848 der Position eines Premierministers, obwohl es dieses Amt offiziell nicht gab, da der König von Württemberg selbst den Vorsitz der Regierung einnahm. Die gesamte Karriere Christian Friedrich von Ottos war die eines hohen und loyalen Staatsbeamten und weniger eines Politikers im eigentlichen Sinne des Wortes.

## Ehrungen
- 1814 Großkreuz des württembergischen Zivilverdienstordens, welches mit dem persönlichen Adel verbunden war.[3]
- 1818 Kommenturkreuz des Ordens der württembergischen Krone,[4]